# 浦江创新论坛
浦江创新论坛是中華人民共和國科技部和上海市人民政府共同舉辦的會議。首屆浦江创新论坛於2008年在上海浦東舉行。2012年，浦江创新论坛開創主宾国机制，德国、芬兰、俄罗斯、以色列、英国、丹麥先后受邀作为主宾国参加论坛。

## 外部連結
- 官方网站